# Chaillé-les-Marais

Chaillé-les-Marais este o comună în departamentul Vendée, Franța. În 2009 avea o populație de 1,902 de locuitori.